# Leroy Carr
Leroy Carr (27 de marzo de 1905 - 29 de abril de 1935) fue un cantante, compositor y pianista de blues estadounidense cuya popularidad y estilo influenció a varios artistas como Nat King Cole y Ray Charles. La canción que le hizo famoso fue "How Long, How Long Blues", grabado por la compañía discográfica Vocalion Records en 1928 y para el cual compuso la música.

## Trayectoria
Carr nació en Nashville (Tennessee) en 1905 y creció en el área negra de Indianápolis (Indiana). Colaboró con el guitarrista de jazz Scrapper Blackwell, aportando esta colaboración una influencia urbana distintiva de las voces y guitarras rítmicas de acompañamiento de los músicos blues del Misisipi; Carr fue uno de los primeros músicos blues del norte de los Estados Unidos de importancia. La compañía discográfica Vocalion Records le grabó en 1928, siendo un éxito inmediato su primera canción "How Long, How Long Blues"; así mismo, en esta canción aparecieron innovaciones como el acompañamiento sofisticado de piano y guitarra. La música experimentó una transición del guitarrista solitario en los campos al espectáculo y entretenimiento de los clubes nocturnos.
El éxito de su primera canción propició que se realizaran más grabaciones con la misma discográfica. A pesar de la depresión de la década de 1930, la cual ralentizó el negocio de las grabaciones de discos, el éxito de Carr se mantuvo, llegando a tener en 1934 varias de sus canciones en los primeros puestos de las listas. Su repentina muerte en 1935, a los 30 años, estúvo rodeada de rumores y misterio; a día de hoy, la mayoría de los historiadores creen que falleció por una inflamación de riñón como consecuencia de su alcoholismo.

## Legado
A pesar de su corta trayectoria en los estudios de grabación, debido a su muerte, Carr dejó un amplio trabajo relacionado con las grabaciones de blues. Las colaboraciones que realizó con el guitarrista Blackwell combinaron su piano ligero de blues con una guitarra de jazz melódica que atrajo a la sofisticada audiencia urbana negra. Su estilo vocal trasladó el canto del blues hacia una sofisticación urbana e influenció a cantantes como T-Bone Walker, Charles Brown, Amos Milburn, Jimmy Witherspoon y Ray Charles. Así mismo, Count Basie y Jimmy Rushing utilizaron algunas de las canciones de Carr.
Las canciones de Leroy Carr han sido versionadas por artistas famosos como Eric Clapton, Big Bill Broonzy y Memphis Slim.